# Maialen Urbieta
Maialen Urbieta Agirrezabalaga (Guetaria, Guipúzcoa, 1993) es una actriz y cantante vasca.
Es conocida por programas y series de televisión como Goenkale (ETB1), Vaya Familia (ETB2) o por distintas obras teatrales.

## Biografía
En el año 2007, con apenas catorce años, participó en el concurso de talentos musical Egin kantu! de ETB1, junto a otros concursantes como Naiara Urresti, quedando finalista del talent show. En el concurso tuvo como coach al músico Joxe Mendizabal.
En 2010 fue parte del reparto de la película 80 egunean, dirigida por los directores vascos Jon Garaño y Jose Maria Goenaga, con Itziar Aizpuru entre otros en el reparto.
En el año 2013 se unió al reparto de la longeva serie Goenkale de ETB1, interpretando a Aitza Manterola, la hija menor de Joseba Apaolaza (Kepa) y Ane Gabarain (Barbara).
En el año 2017 se unió al programa Vaya Familia de ETB2, presentado por la actriz Miriam Cabeza.
Aparte del sector audiovisual, también está formada en teatro. En 2011 formó parte del reparto de la obra teatral Tacones de Aguja, dirigida por Esther Esparza. Entre 2015 y 2019 fue integrante del reparto de la obra teatral Ahantzitako Oroitzapenak, dirigida por Felipe Murillo.
Además de la actuación, Urbieta estudió el grado en educación infantil en la Universidad del País Vasco, en la especialidad de inglés, y también el grado en educación primaria. Después estudió un máster en multilingüismo en la Universidad del País Vasco. En el año 2017 fue premiada por el Grupo Compostela de Universidades por su trabajo de investigación "A study of multilingual writing", una investigación en la que Durk Gorter fue supervisor y que analizaba los beneficios del bilingüismo, las habilidades en la escritura o los beneficios a nivel cognitivo.

## Filmografía

### Televisión
- 2007, Egin kantu!, ETB1 (concursante, finalista)[1]
- 2013-2014, Goenkale, ETB1 (Aitza Manterola)[2]
- 2017, Vaya Familia, ETB2

### Teatro
- 2011, Tacones de Aguja, dir. Esther Esparza
- 2015-2019, Ahantzitako Oroitzapenak, dir. Felipe Murillo[12]

### Cine
- 2010, 80 egunean, Jon Garaño y Jose Maria Goenaga
- 2013, 05 Concierto (cortometraje)